# Kalojanowez
Kalojanowez ist ein Dorf im Süden von Bulgarien. Es befindet sich in der Oblast Stara Sagora nahe der Bezirkshauptstadt Stara Sagora. Es wurde im Zeitraum von 1800 bis 1830 unter dem Namen Dschambas gegründet. 1936 wurde das Dorf in Kalojanowez umbenannt. Eine Volkszählung im Jahr 2011 ergab, dass etwa 29,4 % der Einwohner der Volksgruppe der Sinti und Roma angehören.
Am 12. Juli 2014 ereignete sich in Kalojanowez gegen 15:17 Uhr OEZ ein Zugunglück. Nahe dem Bahnübergang entgleiste ein Regionalzug auf dem Weg von Sofia nach Warna auf Grund einer falsch gestellten Weiche. Dabei wurden einige Passagiere schwer verletzt und der Zugführer getötet.Джамбазето